# Tramlijn 2 (Szczecin)
Tramlijn 2 is een tramlijn in de Poolse stad Szczecin op de route Dworzec Niebuszewo - Turkusowa.

## Geschiedenis
- De tramlijn 2 werd ingesteld en 1905 en had toen de route: Berliner Tor – Hohenzollenstrasse – Friedenstrasse – Pasewalker Chausse – Hauptfriendhof.

- In 1938 werd de lijn verlengd via de Hauptfriendohf naar het Wendorf.

- Na de Tweede Wereldoorlog en 1945 tramlijn 2 had toen de route: Kołłątaja - Asnyka - Dworzec Niebuszewo.

- In 1948 werd de lijn verlengd via Kołłątaja naar het Basen Kaszubski. En 2001 tramlijn 2 had toen de route Dworzec Niebuszewo – Dworcowa.

- In de zomer 2001 ging lijn 2 naar Zajezdnia Niemierzyn bij Dworcowa.

- In 2008 werd het laatste deel van de route vanaf Dworcowa verlegd naar het eindpunt Basen Górniczy.

- In herfst van 2015 werd de verlenging via Basen Górniczy naar ulica Turkusowa in gebruik genomen.

## Huidige traject
| Lijn | Traject | Lengte  | Reistijd | Haltes |
| ---- | --- | ------- | -------- | ------ |
|      | Dworzec Niebuszewo ↔ Turkusowa Orzeszkowej – Asnyka – Kołłątaja – Wyzwolenia – Niepodległości – Wyszyńskiego – Energetyków – Gdańska – Eskadrowa – Hangarowa – Jaśminowa | 11,5 km | 30 min   | 18-19  |

## Galerij

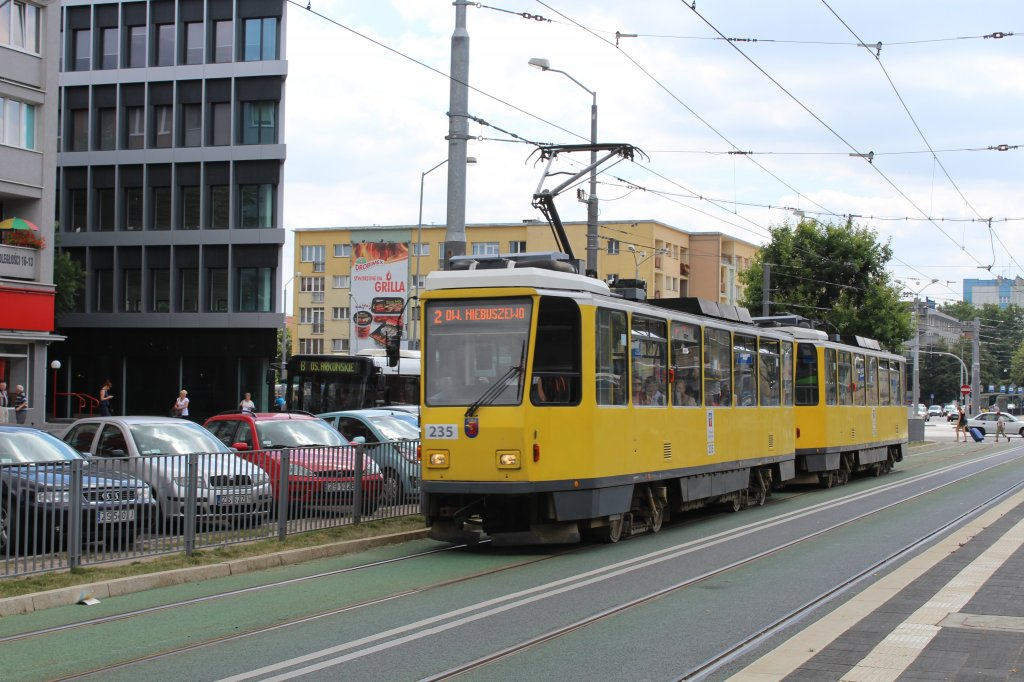
Tramlijn 2 in ulica Niepodległości.
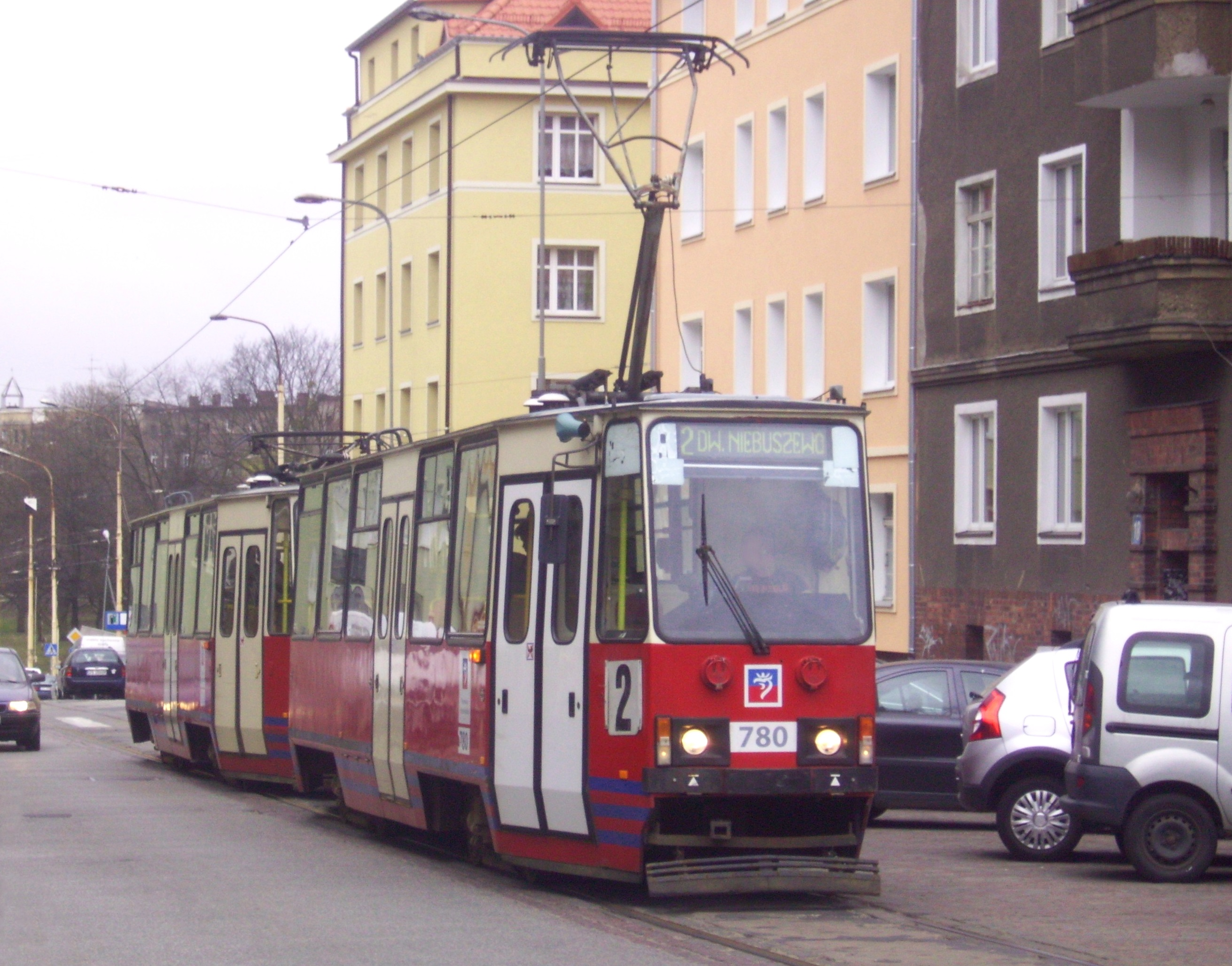
Tramlijn 2 in ulica Boguchwały.
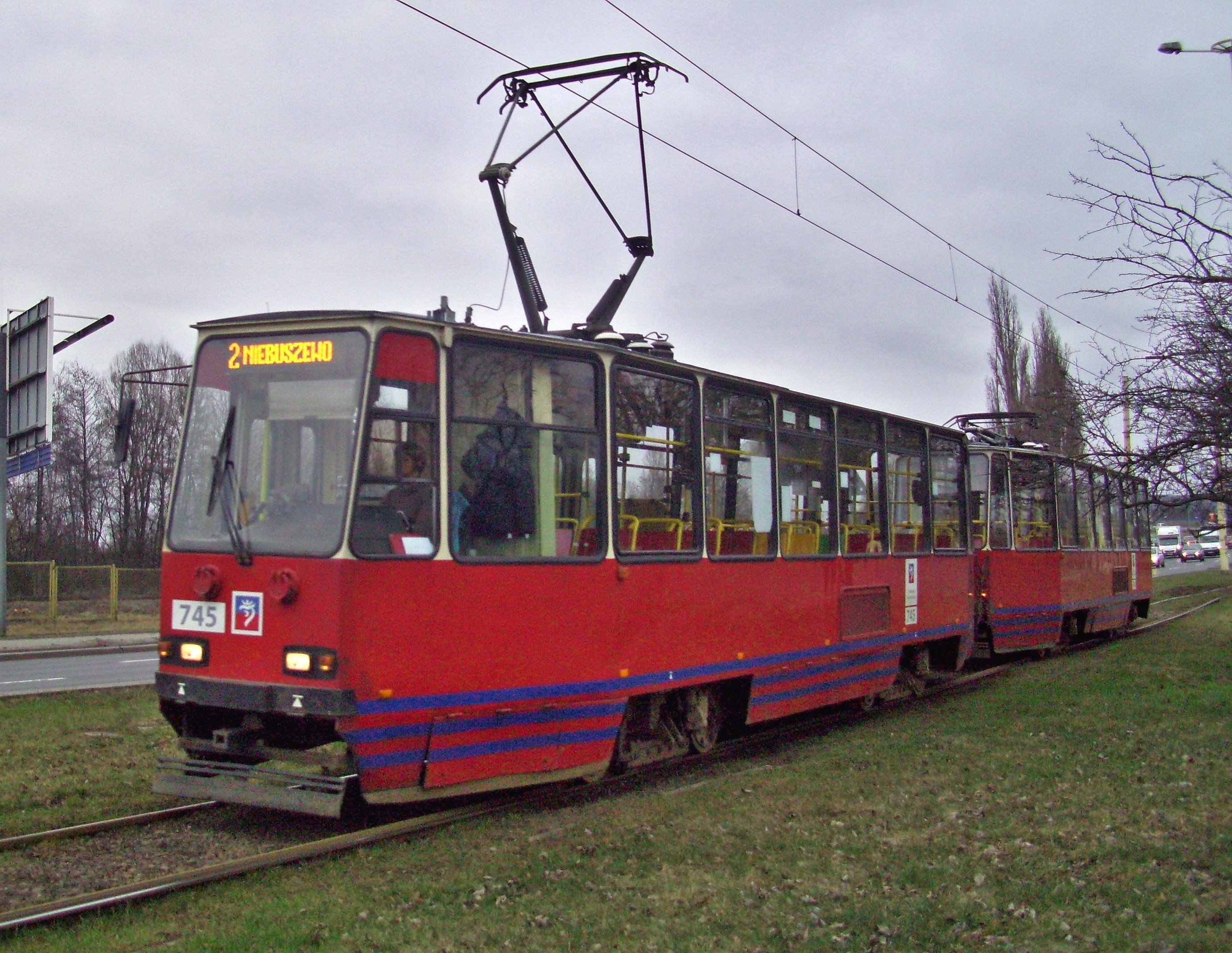
Oude eindhalte Basen Górniczy
Ontwikkeling van tramlijn 2 in de jaren 1905-1926.